# Большескаредна
Большескаре́дна (рос. Большескаредная) — присілок у складі Аромашевського району Тюменської області, Росія.
Населення — 127 осіб (2010, 170 у 2002).
Національний склад станом на 2002 рік:
- росіяни — 79 %